# Assedio di Kamakura (1333)
L'assedio di Kamakura fu una battaglia combattuta tra le forze dello shogunato Kamakura e le forze anti-shogunato guidate dal clan Hōjō nella provincia di Sagami (l'attuale città di Kamakura), il 18 maggio-22 maggio del 3º anno Genkō (30 giugno-4 luglio 1333 nel calendario giuliano), nel tardo periodo Kamakura, all'interno della Guerra Genkō.

## Contesto
L'8 maggio del 3º anno Genkō (20 giugno 1333), Nitta Yoshisada radunò un esercito per rovesciare lo shogunato Kamakura nel Santuario Ikushina Myōjin nella provincia di Ueno. Sebbene lo shogunato Kamakura inviasse truppe per intercettarle, queste furono sconfitte dalle forze di Nitta nella battaglia di Kotesashi, nella battaglia di Kumegawa e nella battaglia di Bubaigawara. Lo shogunato Kamakura si spostò sulla difensiva e fortificò la difesa di Kamakura. Dopo la battaglia di Bubaigawara, le forze di Nitta, che avevano raggiunto le 200 000 unità con rinforzi provenienti da tutta la regione del Kantō, marciarono su Kamakura a ritmo serrato.

## Battaglia
Le colline che circondano Kamakura presentavano sette passi (i cosiddetti Sette Ingressi o Bocche), ciascuno con posti di blocco sorvegliati. Le forze di Nitta si divisero in tre e iniziarono ad attaccare da tre lati, attraverso il passo Gokuraku, il passo Nagoe e il passo Kewaizaka. Sebbene le forze fedeli all'imperatore fossero superiori in termini numerici, la difesa di Kamakura, circondata da colline, era salda e ne seguì una battaglia confusa.
Secondo il Taiheiki, le forze di Nitta erano una grande forza di 607 000 cavalleria, di cui 507 000 cavalleria guidata da Yoshisada e 100 000 cavalleria guidata da Horiguchi Sadamitsu, ma questa è una chiara esagerazione.
Dopo molte ore di combattimento, erano stati fatti pochi progressi verso la città, in particolare sui passi occidentali vicino al Gokuraku-ji, che era ben difeso. Nitta si rese conto che il Gokuraku-ji poteva essere aggirato marciando intorno al promontorio, dove il promontorio di Inamuragasaki si protende nell'acqua. Tuttavia, le acque erano fortificate da navi Hōjō che rendevano impossibile l'avvicinamento senza gravi perdite. Secondo il Taiheiki, Nitta gettò la sua spada in mare come offerta alla dea del sole, Amaterasu, e il mare si separò come per miracolo liberando una spiaggia abbastanza ampia da permettere all'esercito di Nitta di attraversarla. In realtà stavano approfittando di una marea molto bassa.
Questo sfondamento a Inamuragasaki fu il punto di partenza da cui vennero sfondate le bocche dei tre lati e le 100 000 forze di Nitta si precipitarono subito a Kamakura. I lealisti imperiali riuscirono così a entrare in città e iniziarono a respingere le forze Hōjō. Gli Hōjō furono infine costretti a ritirarsi in una grotta dietro il Tōshō-ji (battaglia di Tōshō-ji), dove si suicidarono.

## Le vittime della Battaglia di Kamakura
Nel 1953, durante degli scavi, fu scoperto un gran numero di ossa umane e le indagini furono condotte fino al 1955, portando alla scoperta di oltre 900 resti umani. La maggior parte di queste ossa umane apparteneva a uomini giovani e maturi e, indipendentemente dall'età o dal sesso, furono trovate ferite di spada, ferite da taglio e contusioni che sembravano essere state causate in battaglia. Alcune ossa presentavano anche tracce di morsi di animali e crani con caratteri cinesi che sembravano sutra scritti con l'inchiostro. Questi fatti suggeriscono che dopo la campagna di Nitta Yoshisada, i cadaveri furono lasciati divorare dai cani selvatici, e che furono sepolti dai monaci.
Il tempio Kuhonji della setta Jōdo-shū a Zaimokuza, Kamakura, fu costruito da Nitta Yoshisada per piangere i morti di entrambe le parti nell'invasione di Kamakura, mentre il tempio Hōkai-ji della setta Tendai a Komachi, Kamakura, fu costruito dall'imperatore Go-Daigo su ordine di Ashikaga Takauji.

## Impatto
Nitta Yoshisada guidò la caduta dello shogunato Kamakura solo 15 giorni dopo aver radunato il suo esercito. Con la caduta di Kamakura, sede dello shogunato Kamakura, la Guerra Genkō si concluse con una vittoria dell'imperatore Go-Daigo. Con la caduta di Kamakura, il capo nominale dello shogunato, il principe Morikuni, rassegnò le dimissioni dal suo incarico di shogun e divenne sacerdote, ponendo fine al periodo Kamakura e inaugurando la Restaurazione Kenmu.